# إيمري ماتيس
إيمري ماتيس (بالمجرية: Mathesz Imre)‏ (مواليد 25 مارس 1937) هو لاعب كرة قدم. يلعب مع منتخب المجر لكرة القدم. سبق له أن لعب في كأس العالم لكرة القدم مع منتخب بلاده.

## مسيرته الكروية
لعب إيمري ماتيس خلال مسيرته الاحترافية مع 3 أندية في ثمانية عشر موسمًا وسجل خلالها 29 هدفًا ضمن 269 مباراة. ولم يفز بأي موسم بالكأس وفاز في أربعة مواسم بالدوري.
خاض إيمري ماتيس مسيرته مع نادي فاساس ما بين عامي 1956 و1957 في المرة الأولى لمدة موسم واحد ثم في موسم 1957–58 ليلعب معه ثلاثة عشر موسمًا، مشاركًا طوالها في 247 مباراة سجل خلالها 27 هدفًا. ثم انتقل إلى نادي أوستريا فيينا في موسم 1956–57 ولمدة موسمين، حيث شارك في 5 مباريات سجل خلالها هدفين. لينتقل بعدها إلى نادي ديوسجوري في عامي 1970-1972 ولمدة موسمين، مشاركًا في 17 مباراة ولم يسجل أي هدف.

## روابط خارجية
- إيمري ماتيس على موقع الاتحاد الدولي (مؤرشف)  (الإنجليزية)
- إيمري ماتيس على موقع قاعدة بيانات كرة القدم.إي يو (الإنجليزية)
- إيمري ماتيس على موقع ناشيونال فوتبول تيمز (الإنجليزية)